# TinyKRNL
TinyKRNL — ядро с открытым исходным кодом, основанное на модели Windows NT. TinyKRNL стремится быть совместимым с Windows Server 2003 SP1. Проект был запущен в 2006 году Алексом Ионеску (Alex Ionescu), как сопутствующая часть проекта ReactOS, но не разделяющего никакого кода с ReactOS. На данный момент[когда?] разработка проекта является закрытой.
Цель проекта, указанная на официальном сайте:
TinyKRNL будет самой полной и открытой альтернативой не только ядру Windows NT и базовом окружению, но и лицензированию кода Windows под Shared Source License, которые либо чрезмерно высоко стоят, или просто непригодны для общественных целей. Это позволит разработчикам перекомпилировать ядро с их собственными настройками, особенностями и функциональностью, а также объединить новые особенности, которые они могут обеспечить своим потребителям, не нарушая совместимость с ядром NT.
Для достижения цели проект разделен на три фазы. Во время работы над первой фазой, проект был отменен.
Некоторые части проекта лицензированы под лицензией BSD, а другие — под TinyKRNL Shared Source License. 

## Похожие материалы
- ReactOS